# Кыргызстан (Узгенский район)
Кыргызстан (кирг. Кыргызстан) — село в Узгенском районе Ошской области Кыргызстана. Входит в состав Ийри-Сууского аильного округа. Код СОАТЕ — 41706  255 826 06 0

## Население
По данным переписи 2023 года, в селе проживало 3 122 человек.